# Makary Wielkie
Makary Wielkie – wieś na Ukrainie w rejonie jaworowskim należącym do obwodu lwowskiego.